# La Fiesta de Santa Barbara
La Fiesta de Santa Barbara est un court métrage américain réalisé en Technicolor par Louis Lewyn et sorti en 1935.

## Fiche technique
- Titre original : La Fiesta de Santa Barbara
- Réalisateur (crédité producteur) : Louis Lewyn
- Photographie : Ray Rennahan
- Producteur (non crédité) : Pete Smith (en), pour la Metro-Goldwyn-Mayer
- Genre : Film musical, Comédie
- Format : Couleurs (en Technicolor)
- Durée : 19 minutes
- Date de sortie : 
  - États-Unis : 19 décembre 1935

## Distribution
Elle comprend les groupes et acteurs suivants, dans leur propre rôle :
- Crédités au générique de début (dans l'ordre) :

'Eduardo Durant's Rhumba Band' (crédité 'Eduardo Durant's Fiesta Orchestra'), 'The Spanish Troubadours', Warner Baxter, Ralph Forbes, 'The Fanchonettes', 'The Three Gumm Sisters' (créditées 'Garland Sisters', comprenant Mary Jane Gumm, Virginia Gumm et 'Frances Ethel Gumm' alias Judy Garland), 'Kirby and DeGage', 'Dude Ranch Wranglers' ; 
- Et non crédités (dans leur ordre d'apparition) :

Chester Conklin, Mary Carlisle, Cecilia Parker, Shirley Ross, Rosalind Keith, Ida Lupino, Toby Wing, Edmund Lowe ('Eddie' Lowe), Gilbert Roland, Binnie Barnes, Robert Taylor, Harpo Marx, Andy Devine (le 'toréador'), voix de Pete Smith (en) (- producteur du court métrage - narrateur), Buster Keaton ('Señor Keaton'), Irvin S. Cobb, Joe Morrison (chantant The Last Round-Up), Jim Taylor (le 'chef indien'), Maria Gambarelli, Gary Cooper, Ted Healy, Leo Carrillo ('Kid Carrillo'), Adrienne Ames, Steffi Duna, Paul Porcasi.

## Synopsis / Commentaire
En 1935, une partie du "gratin" de Hollywood se retrouve à l'occasion de la fête "espagnole" annuelle de Santa Barbara, en Californie.
Ce court-métrage marque la dernière apparition à l'écran de Judy Garland avec ses deux sœurs. Venant d'être remarquée cette même année 1935 (à 13 ans) par Louis B. Mayer, patron de la Metro-Goldwyn-Mayer, elle entame au cinéma dès l'année suivante (1936, avec un autre court métrage, Every Sunday) la carrière individuelle que l'on sait.

## Nomination
- 9e Cérémonie des Oscars 1936 : Nomination à l'Oscar du "Meilleur court métrage - Couleur" (catégorie éphémère, uniquement à l'occasion des 9e (1936) et 10e (1937) Cérémonies des Oscars.